# Taenaris dimona
Taenaris dimona är en fjärilsart som beskrevs av William Chapman Hewitson 1862. Taenaris dimona ingår i släktet Taenaris och familjen praktfjärilar. Inga underarter finns listade i Catalogue of Life.

## Bildgalleri

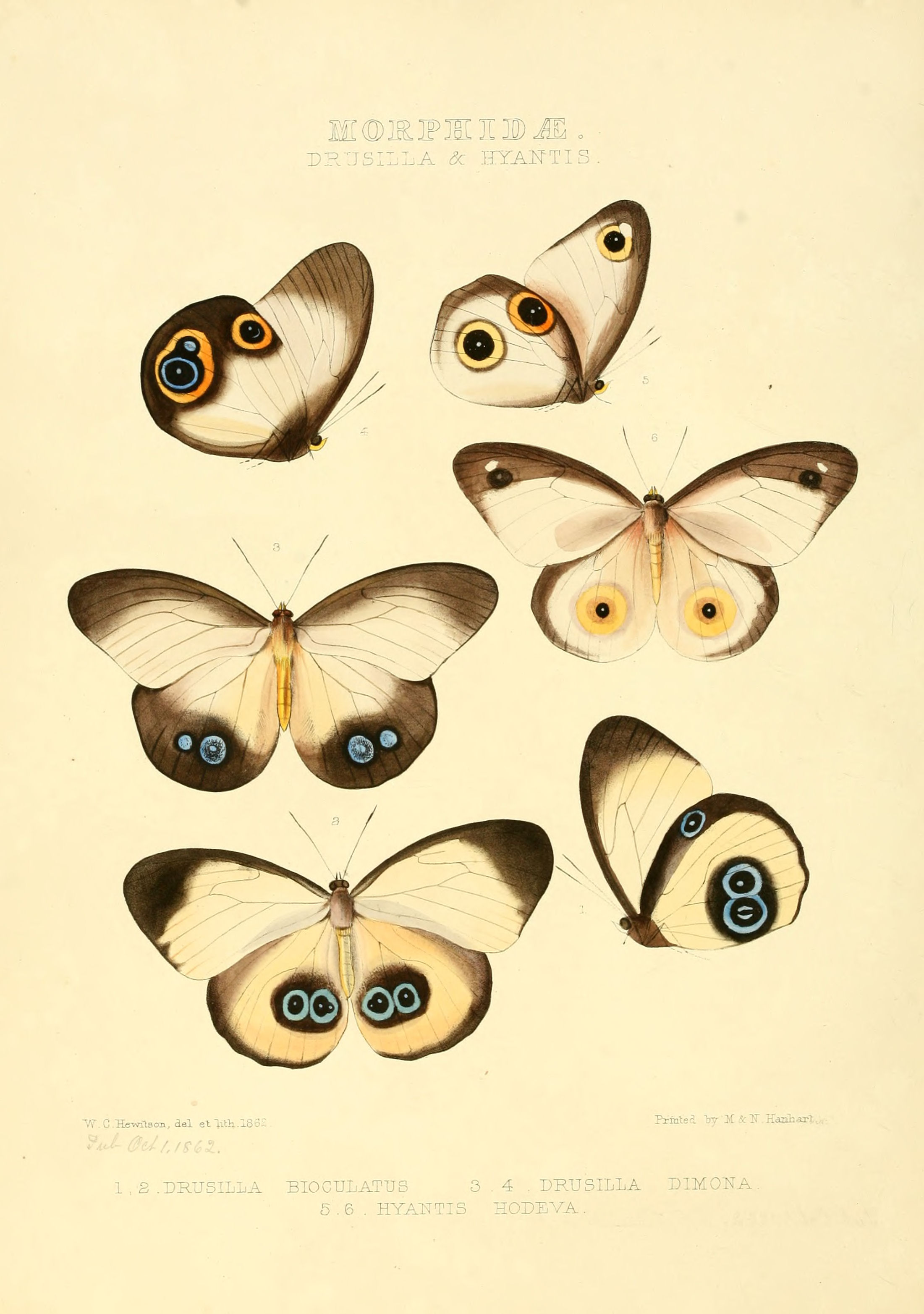